# Аксіомна схема виділення
У теорії множин та області логіки, математики та інформатики, які її використовують, аксіомна схема виділення, аксіомна схема поділу, аксіомна схема підмножин або аксіомна схема обмеженого розуміння, є схемою з аксіоми  Цермело-Френкеля. Аксіомна схема виділення також називається аксіомною схемою розуміння, хоча цей термін також використовується для необмеженого розуміння. По суті, вона говорить, що будь-який визначений підклас множини є множина.

## Твердження
Покажемо на прикладі вираз, який включає для кожної формули φ на мові теорії множин з вільними змінними між x, w1, ..., wn, A. Таким чином, множина B не є вільною у φ. У формальній мові теорії множин, аксіома схеми така:
{\displaystyle \forall w_{1},\ldots ,w_{n}\,\forall A\,\exists B\,\forall x\,(x\in B\Leftrightarrow [x\in A\land \phi (x,w_{1},\ldots ,w_{n},A)])}
або в словах:
Для будь-якої множини A, існує множина В така, що для будь-якого набору х, х є членом B, тоді і тільки тоді, коли х є членом A та φ справедливо для х.
Зверніть увагу, що є одна аксіома для кожного такого предиката φ, таким чином, це аксіома схеми.
Щоб зрозуміти цю аксіомну схему, зауважимо, що множина B повинна бути підмножиною А. Таким чином, те, що аксіома схеми дійсно каже, це те, що, враховуючи множину А та предикат P, ми можемо знайти підмножину B множини А, які є самі членами А, що задовольняють P. За аксіомою об'ємності ця множина є унікальною. Зазвичай ми позначаємо цю множину використанням набору позначень як {C ∈ A : P(C)}. Тож головний зміст аксіоми:
Кожен підклас множини, яка визначається предикатом, є самою множиною.
Аксіома схеми виділення є характерною для системи аксіоматичної теорії множин, яка пов'язана зі звичайною теорією множин ZFC, але зазвичай не з'являється в радикально різних системах альтернативної теорії множин.